# Уан-Зо-Лі Володимир Валентинович
Володимир Валентинович Уан-Зо-Лі (18 (31) жовтня 1909, Іркутськ — 16 серпня 1998, Москва) — радянський артист цирку, кіноактор. За національністю — китаєць.

## Біографія
Учасник Великої Вітчизняної війни, двічі був поранений. Протягом майже усієї війни виступав у фронтових концертних бригадах, в тому числі разом з відомою співачкою Лідією Русланової.
Володимир Уан-Зо-Лі намагався прищепити любов до цирку і своєму синові Олександру, але той, повиступивши деякий час з батьком, обрав кар'єру саксофоніста.
Помер 16 серпня 1998 року в своїй московській квартирі від ускладнень аденоми передміхурової залози. Похований на Ваганьковському кладовищі (ділянка № 34) разом з батьками, сестрою і братом.

## Нагороди
- Орден Вітчизняної війни I ступеня[1]
- Орден Вітчизняної війни II ступеня (1944)[2]
- Медаль «За оборону Москви»[3]

## Кар'єра

### Цирк
Вперше з'явився на арені в 1927 році разом зі старшим братом Сергієм Уан-Тен-Тау (1908-1979) у складі циркової трупи «Лю Кум Хай». Жонглер тарілками і тризубами, еквілібрист, фокусник, акробат.
В 1931 році разом з братом поставили парний повітряний номер «Ресторан у повітрі»: розгойдуючись на власному волоссі, вони їли і пили.
У 1940 році поставив «Китайський номер», в якому складне жонглювання поєднувалося зі стрибками через кільце з ножами.
Інші номери: «Художник-моменталіст» — моментальні шаржі на глядачів, і «Музикант» — гра на кларнеті і пилі.

### Актор кіно
Через характерної зовнішності Володимир Уан-Зо-Лі з'являвся лише в епізодичних ролях, граючи китайців, японців, монголів і тому подібних, найчастіше негативних персонажів.
| Рік  |   | Назва                                         | Роль                                                       |
| ---- | - | --------------------------------------------- | ---------------------------------------------------------- |
| 1937 | ф | Ущелье Аламасов                               | артист китайського балагана                                |
| 1946 | ф | Крейсер «Варяг»                               | эпизод                                                     |
| 1958 | ф | НП. Надзвичайна подія                         | Гао                                                        |
| 1967 | ф | Сергій Лазо                                   | Янагаки, японский генерал                                  |
| 1971 | ф | Джентльмени удачі                             | начальник колонії                                          |
| 1971 | ф | Слухайте, на тій стороні                      | Сатомі                                                     |
| 1972 | ф | Цирк запалює вогні                            | Піжаяма                                                    |
| 1973 | ф | Високе звання (1 фільм)                       | японець                                                    |
| 1973 | ф | І на Тихому океані...                         | Син-Бин-У                                                  |
| 1974 | с | Ходіння по муках                              | игрок на пиле (в 1-й серии) и шпагоглотатель (в 4-й серии) |
| 1978 | ф | Молодость (киноальманах, новелла «Ангел мой») | эпизод                                                     |
| 1978 | ф | Поговоримо, брате...                          | дедушка Пак, японский шпион                                |
| 1979 | ф | Небезпечні друзі                              | тайожник                                                   |
| 1980 | ф | Громадянин Льошка                             | музыкант (в титрах не указан)                              |
| 1981 | ф | Проти течії                                   | эпізод                                                     |
| 1982 | ф | Владивосток, рік 1918                         | Гайсен                                                     |
| 1982 | ф | Державний кордон. Східний кордон              | власник ювелірного магазину                                |
| 1982 | ф | Наказ: перейти кордон                         | пастух, пособник японцев                                   |
| 1983 | ф | Аукціон                                       | участник аукциона                                          |
| 1985 | ф | Русь споконвічна                              | эпізод                                                     |
| 1986 | ф | Кінець світу з подальшим симпозіумом          | лакей (в титрах не указан)                                 |
| 1991 | ф | Лінія смерті                                  | партнёр Луковецкого в ресторане                            |
| 1991 | ф | Номер «люкс» для генерала з дівчинкою         | эпізод                                                     |
| 1993 | ф | Серця трьох                                   | И-Пин, китаець, торговець секретами                        |
| 1996 | ф | Ермак                                         | остяк                                                      |